# Рижик смачний
Ри́жик смачни́й (Lactarius deliciosus (L. ex Fr.) S. F. Gray) — їстівний гриб з родини сироїжкових — Russulaceae. Місцева назва — ридз, рижок.

## Опис

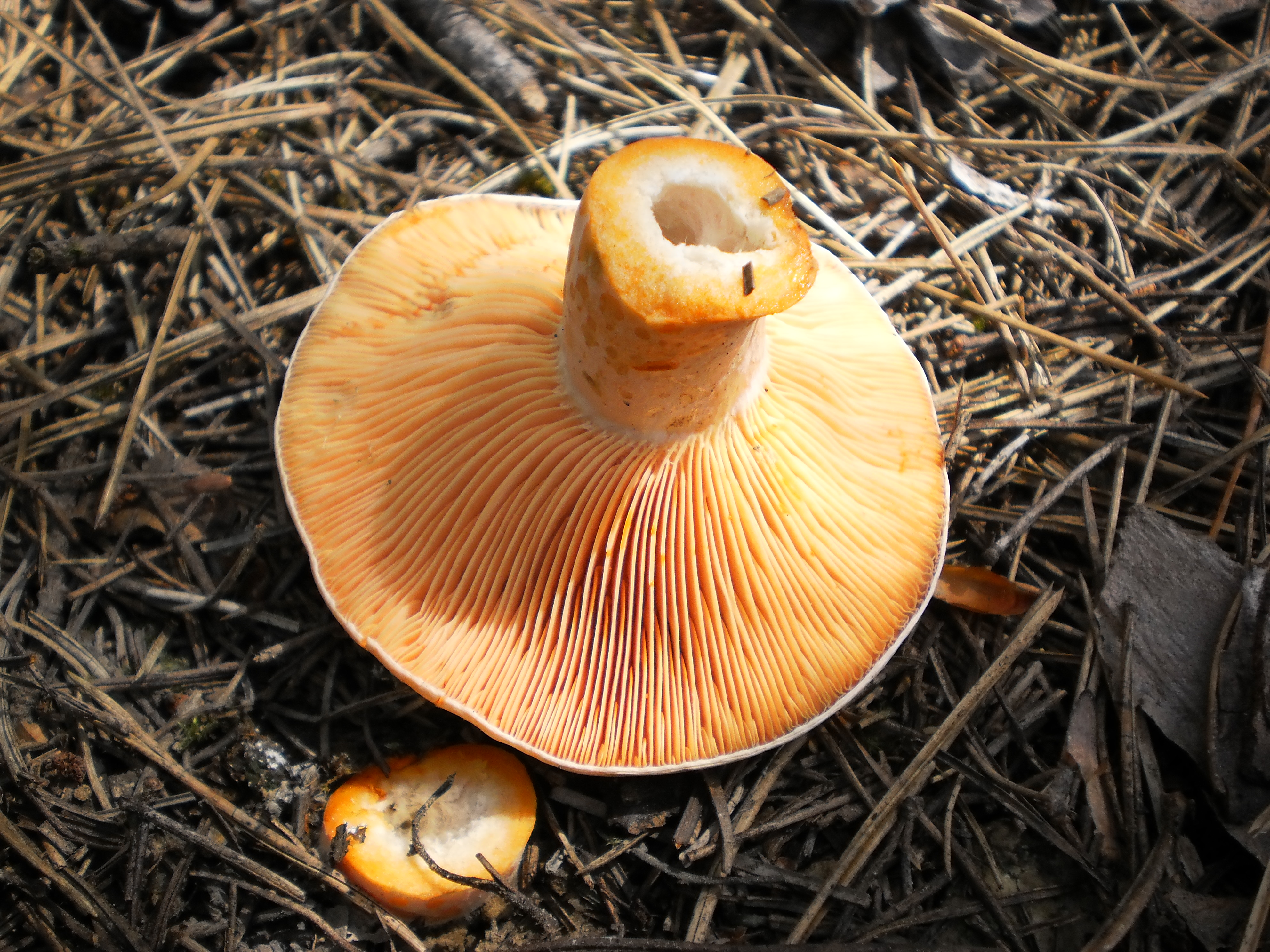

Шапинка 3—10 (12) см у діаметрі, м'ясиста, увігнута, іноді майже лійкоподібна, сірувато-оранжево-руда, з темнішими, більш або менш виразними концентричними смугами, гола, клейкувата. Пластинки оранжево-жовті чи вохряні, від дотику зеленіють. Спори 7—9 Х 6—7 мкм, бородавчасті. Ніжка кольору шапинки або світліша, 3—7 Х 1—2,5 см, щільна, згодом з порожниною. М'якуш у шапинці жовтий, у ніжці білий (всередині), у периферичній частині шапинки та особливо ніжки оранжево-червоний, при розрізуванні на повітрі поволі зеленіє. Молочний сік оранжево-червоний, з приємним гоструватим смаком. Рижик легко відрізнити від інших представників грибного царства за характерним забарвленням, яке і дало назву цьому грибу. Капелюшок гриба має колір від рудого до яскраво-оранжевого, тому його можна легко знайти його серед лісової трави і кущів. Помітити гриб допоможе і його велика шапинка, яка в діаметрі має 10—15 см, сама по собі плоска, але до центру поглиблюється. Це ще одна ознака, що відрізняє рижик від інших грибів. Ніжка гриба теж досить довга і досягає 10 см у висоту, її легко різати, а всередині вона зовсім порожня. Рижик має липку шкірочку на своєму капелюшку, а якщо його розрізати, то видно, що всередині він рудий, як і ззовні, але, перебуваючи на повітрі, забарвлення зміниться на зелене.
Молочний сік оранжево-червоний, з приємним (гоструватим) смаком і запахом, на повітрі не змінюється (лише через кілька годин стає сіро-зеленим).

## Поширення
В Україні поширений на Поліссі та в Прикарпатті. Росте у хвойних лісах, збирають у серпні — жовтні.

## Використання
Дуже добрий їстівний гриб. Плодові тіла рижика, який росте на дуже вологих місцях, зелено-руді. Використовують вареним, смаженим, про запас засолюють. Виявлено антибіотик лактаріовіолін (похідна азуленів).
| Частина гриба | Свіжі гриби | Свіжі гриби   | Склад сухої речовини | Склад сухої речовини | Склад сухої речовини | Склад сухої речовини | Склад сухої речовини | Склад сухої речовини  | Склад сухої речовини |
| Частина гриба | Вода        | Суха речовина | Білки                | Жири                 | Манітол              | Цукор                | Клітковина           | Екстрактивні речовини | Зола                 |
| ------------- | ----------- | ------------- | -------------------- | -------------------- | -------------------- | -------------------- | -------------------- | --------------------- | -------------------- |
| Ніжка         | 90,17       | 9,83          | 34,28                | 5,74                 | 13,74                | 0,88                 | 31,43                | 6,81                  | 7,12                 |
| Шапинка       | 89,99       | 10,01         | 38,12                | 7,37                 | 12,91                | 1,49                 | 27,42                | 4,55                  | 8,14                 |